# Dobry wojak Szwejk (film 1957)
Dobry wojak Szwejk (cz. Dobrý voják Švejk) – czechosłowacki film komediowy z 1957 roku w reżyserii Karela Steklý. Film powstał na podstawie powieści Jaroslava Haška pt. Przygody dobrego wojaka Szwejka podczas wojny światowej.

## Fabuła
Józef Szwejk wkracza na widownię wojny światowej przez knajpę pana Paliveca, gdzie wdał się w dyskusję z agentem policji Bretschneiderem. Trafia na komisariat policji, a stamtąd – do domu wariatów. Nie zabawia tam długo. Przypomina sobie o nim administracja austro-węgierska, i wciela go na nowo do służby wojskowej.

## Obsada
- Rudolf Hrušínský jako Josef Švejk
- Svatopluk Beneš jako porucznik Lukáš
- František Filipovský jako agent Bretschneider
- Josef Hlinomaz jako oberżysta Palivec
- Eva Svobodová jako pani Müllerová
- Miloš Kopecký jako feldkurat Otto Katz
- Božena Havlíčková jako Katy Wendlerová
- Felix Le Breux jako radca policji

i inni

### Wersja polska
Opracowanie wersji polskiej: Studio Opracowań Filmów w Warszawie

Reżyseria: Jerzy Twardowski

Udział wzięli:
- Tadeusz Bartosik – Josef Švejk
- Hanka Bielicka – Müllerová
- Mieczysław Serwiński – Palivec
- Bolesław Płotnicki – Bretschneider
- Czesław Wołłejko – Otto Katz
- Igor Śmiałowski – Jindřich Lukáš

i inni